# 元猿海岸

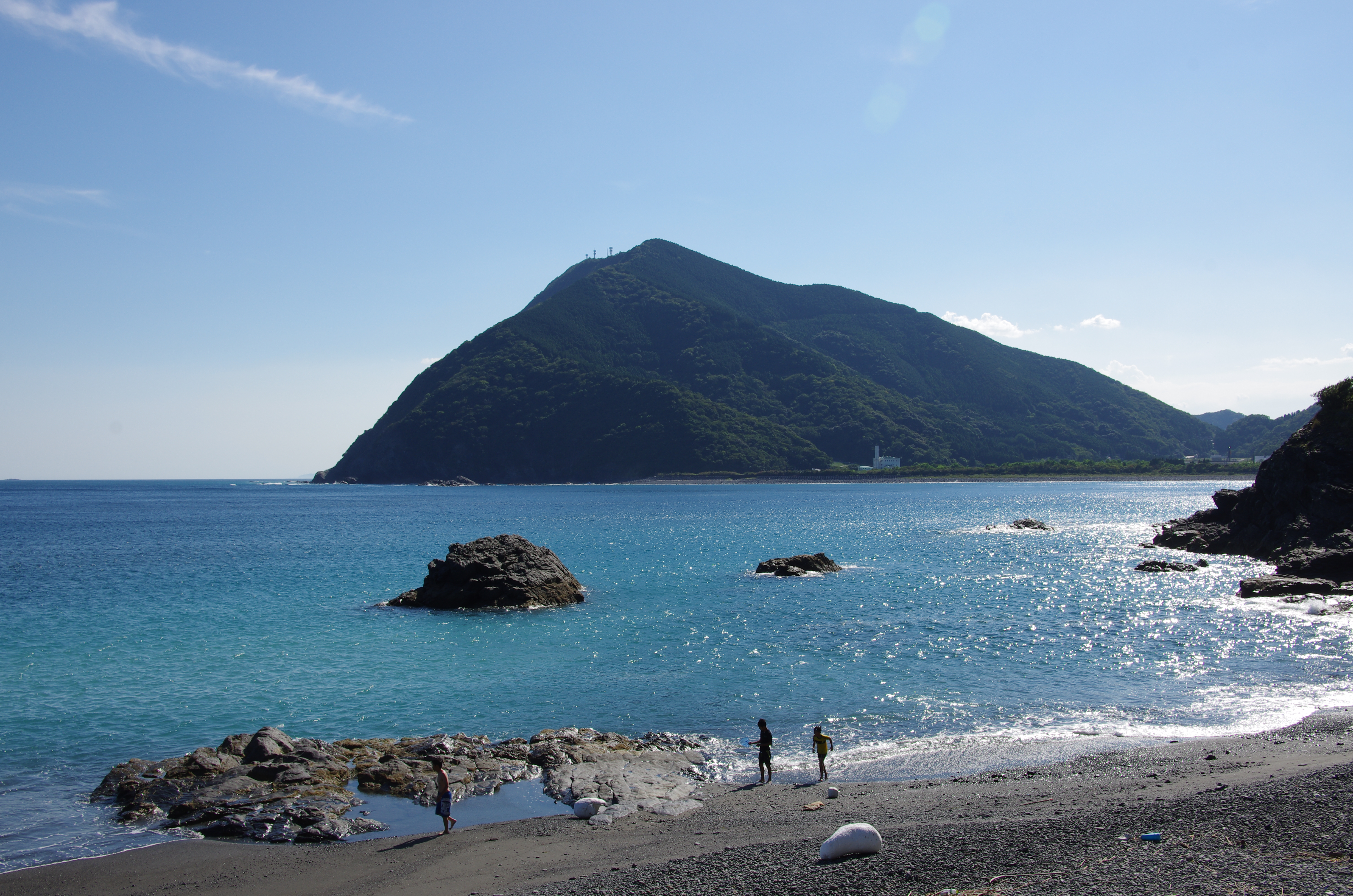
元猿海岸

元猿海岸（もとさるかいがん、もとざるかいがん）は、大分県佐伯市蒲江の元猿湾にある海岸。日豊海岸国定公園の一部であり、日本の渚百選に選定されている。

## 概要
幅約40m、長さ約1kmの砂浜で、蒲江を代表する海水浴場である。また、サーフィンやボディボードのポイントとしても知られる。その一方で、稀少な海浜植物であるグンバイヒルガオやハマユウが群生し、ウミガメが産卵する等、豊かな自然に恵まれている。
隣接する大分県マリンカルチャーセンター（2018年4月から利用休止中）は、毎年1月から6月頃にかけて、定置網にかかったマンボウが一時的に飼育され、一般公開されることで知られている。

## 交通
- バス - JR九州日豊本線佐伯駅から70分、マリンカルチャーセンター停留所下車、徒歩5分。
- 車 - 東九州道蒲江インターチェンジから国道388号経由で15分[5]。